# Bernd Weber (Neurowissenschaftler)
Bernd Weber (geb. 20. Juli 1976 in Bonn) ist ein deutscher Mediziner, Dekan der medizinischen Fakultät der Universität Bonn und kommissarischer Vorstandsvorsitzender der Universitätsklinik Bonn. Zudem ist er seit Juli 2025 Vizepräsident des Medizinischen Fakultätentages.
Bevor Weber Dekan der Medizinischen Fakultät wurde, war er von 2017 bis 2019 Prodekan für Lehre und Studium der Medizinischen Fakultät. Weber ist seit Oktober 2019 Dekan und wurde 2023 für seine zweite Amtszeit wiedergewählt. Neben dem Amt des Dekans ist er auch Mitglied im Vorstand des Universitätsklinikums Bonn. Im Oktober 2024 übernahm Bernd Weber kommissarisch das Amt des Vorstandsvorsitzenden des UKB.
Leben
Ausbildung
Nach dem Abitur am Kopernikus-Gymnasium (Niederkassel) führte Weber seinen Zivildienst am St. Marienhospital in Bonn durch. Im Anschluss studierte er von 1996 bis 2003 Humanmedizin an der Universität Bonn und promovierte im Rahmen des Graduiertenkollegs „Zur Pathogenese von Erkrankungen des Zentralnervensystems“ mit summa cum laude am Institut für Pharmakologie und Toxikologie. Im Anschluss begann er seine Facharztausbildung in Neurologie mit dem Schwerpunkt Epileptologie und erhielt 2008 seine venia legendi in Experimenteller Neurologie.
Wissenschaftliche Laufbahn
Im Jahr 2010 erhielt er eine Heisenberg-Professur der Deutschen Forschungsgemeinschaft (DFG) zur Erforschung der biologischen Grundlagen der menschlichen Entscheidungsfindung.
Prof. Weber war Mitbegründer und Direktor des Center for Economics and Neuroscience an der Universität Bonn und Herausgeber des Journal for Neuroscience, Psychology and Economics, Präsident der Association of Neuropsychoeconomics und Vorstandsmitglied der Society for Neuroeconomics.
Er war Sprecher des Bonn Center of Neuroscience und der Bonn International Graduate School of Neuroscience.
Bernd Weber ist zusätzlich in verschiedenen Gremien aktiv an der Weiterentwicklung des wissenschaftlichen Medizinstandortes Deutschland beteiligt:
-         Mitglied des wissenschaftlichen Beirats des Bfarm
-         Vorstandsmitglied von Bioriver
-         Co-Leitung des Ausschusses für Wissenschaft des MFT
Publikationen
Bernd Weber ist Mitautor von mehr als 290 Publikationen, einem h-index von über 60 und über 11000 Zitationen.